# Just Mercy
Just Mercy er en amerikansk juridisk dramafilm, som er instrueret af Destin Daniel Cretton, med Michael B. Jordan, Jamie Foxx, Rob Morgan, Time Blake Nelson, Rafe Spall og Brie Larson som hovedroller. Filmen fortæller den ægte historie om Walter McMillian, som med hjælp fra en ung forsvarsadvokat, Bryan Stevenson, appellerer sin morddom. Filmen er baseret på erindringsbogen af samme navn af Bryan Stevenson.
Den havde verdenspremiere ved Toronto International Film Festival den 6. september 2019 og er planlagt til at blive udgivet i biografer den 25. december 2019 af Warner Bros. Pictures.

## Forudsætning
Advokaten Bryan Stevenson tager sagen om Walter McMillian, en mand, der uretmæssigt er fængslet for drabet på en hvid kvinde.

## Rollebesætning
- Michael B. Jordan som Bryan Stevenson
- Jamie Foxx som Walter McMillian
- Brie Larson som Eva Ansley
- Rob Morgan som Herbert Richardson
- Tim Blake Nelson som Ralph Myers
- Rafe Spall som Tommy Champan
- O'Shea Jackson Jr. som Anthony Ray Hinton
- Lindsay Ayliffe som dommer Foster
- CJ LeBlanc som John McMillan
- Ron Clinton Smith som Woodrow Ikner
- Dominic Bogart
- Hayes Mercure som Jeremy
- Karan Kendrick som Minnie McMillian
- Kirk Bovill som David Walker
- Terence Rosemore som Jimmy
- Darrell Britt-Gibson som Darnell Houston

## Produktion
Udviklingen af filmen begyndte i 2015, da Broad Green Production ansatte Destin Daniel Cretton til at instruere, med Michael B. Jordan sat til at være stjernen i filmen. I december 2017 erhvervede Warner Bros. distributionsrettighederne for filmen, efter at Broad Green Productions gik konkurs. I juli 2018 fik Jamie Foxx en rolle i filmen. I august 2018 fik Brie Larson, O'Shea Jackson Jr. og Time Blake Nelson en rolle, og filmoptagelserne startede i Montgomery, Alabama den 30 august. I oktober 2018 kom Dominic Bogart, Hayes Mercure og Karan Kendrick med i filmen.

## Udgivelse
Filmen havde sin verdenspræmierer ved Toronto Internation Film Festival den 6 september, 2019. Filmen vil derudover modtage en priskvalificeret, begrænset udgivelse den 25 december, 2019. Filmen er derefter sat til at blive udgivet verden over den 17 januar, 2020
På vurderings aggregatet, Rotten Tomatoes, har filmen en godkendelsesgrad på 81%, som er baseret på 54 anmeldelser, og en gennemsnitlig score på 6,55/10. Webstedets kritiske konsensus lyder: "Just Mercy dramatiserer en uretfærdighed i det virkelige liv, med solide ydeevner, stabil instruktionshånd og nok påtrængende nødvendighed til at overvinde en vis grad af oprigtig advokatur" På Metacritic, har filmen en vægtet gennemsnitskarakter på 65 ud af 100, som er baseret på 15 kritikere. Dette indikere "generelt gunstige anmeldelser"